# Marbre de Purbeck

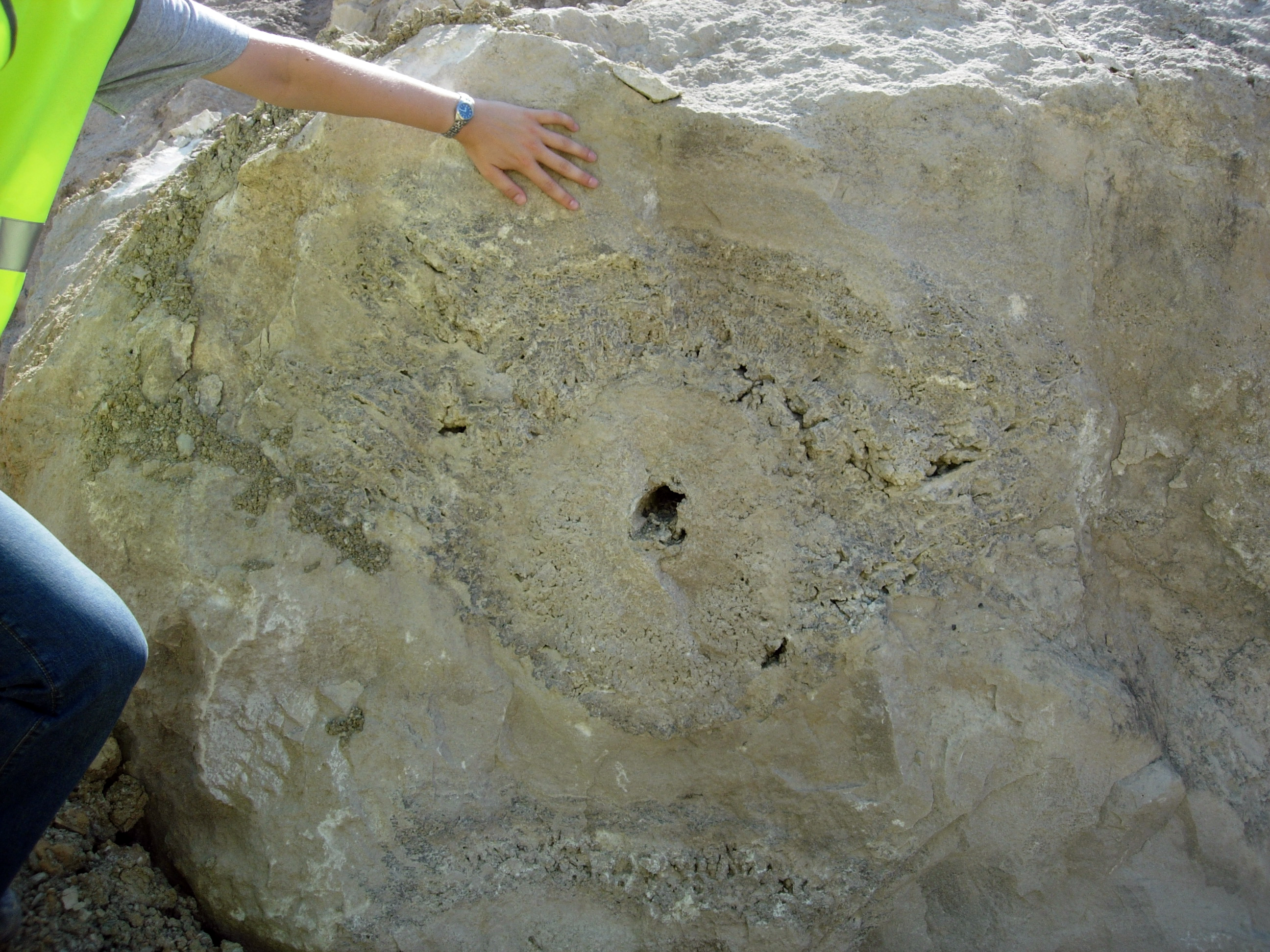
Marbre de Purbeck

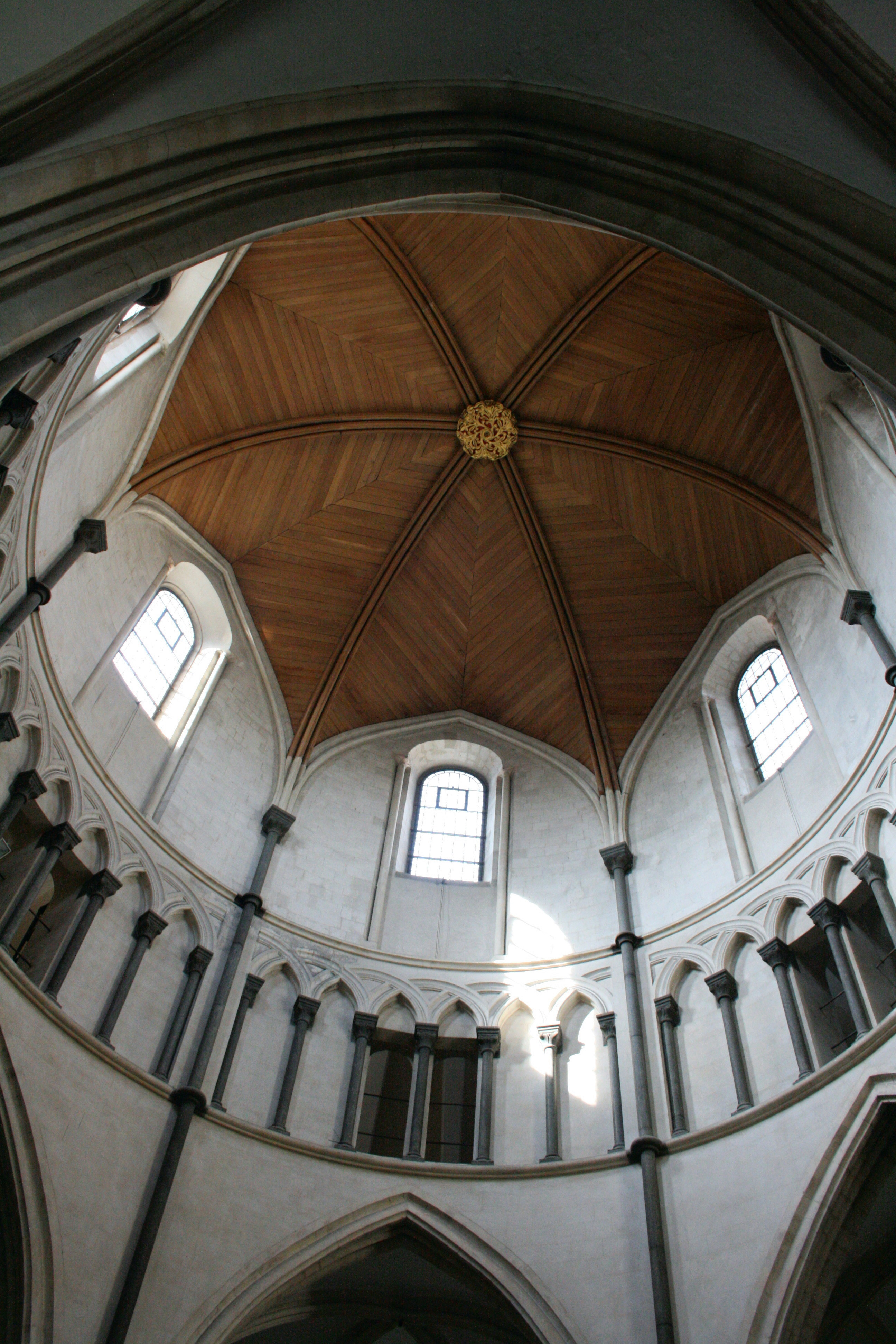
Arcs de mig punt entrellaçats i recolzats per fusts de marbre de Purbeck a l'Església del Temple (Londres)

El marbre de Purbeck és un tipus de pedra calcària dura, apetxinada, d'un color marró grisenc i procedent de les mines reials de l'illa de Purbeck (sud-est de Dorset, Anglaterra).

## Característiques
És el mineral extret a Anglaterra que s'assembla més al marbre de debò, pot ésser tallat fins a obtindre detalls prou fins i, en polir-lo, s'enfosqueix.

## Usos
Durant l'ocupació romana es va utilitzar per a fer inscripcions, motllures arquitectòniques, morters, mans de morters i altres articles. Cap a mitjan segle xii, el marbre de Purbeck començà a ésser emprat per a detalls arquitectònics, columnes i altres elements artístics, i va substituir gradualment les pedres estrangeres que es feien servir anteriorment, les quals eren més costoses. Les piques baptismals de marbre de Purbeck van ocupar el lloc de les piques de marbre negre importades de Tournai, i les bases, els fusts i els capitells de les columnes eren fets cada vegada més d'aquell material.
Sembla que es va començar a fer servir per a tombes i efígies funeràries abans de la segona meitat del segle xii, i s'emprà a bastament durant el segle xiii amb aquesta finalitat. Però l'ús creixent de gesso pintat per a l'acabat de la pedra tova, més fàcil de tallar (per exemple, per a les Eleanor Crosses erigides per Eduard I d'Anglaterra el 1290, que indicaven el camí de la processó funerària de l'Elionor de Provença), feu que s'abandonés progressivament la utilització del marbre de Purbeck en els monuments funeraris, i va caure en desús al començament del segle xiv. S'ha considerat que una altra raó d'aquest abandonament pot haver estat que l'elaborada decoració, la pintada i el daurat fets pels artesans sobre el marbre de Purbeck l'enfosquien tant, que als clients els semblava que la pedra tova (més econòmica) tenia la mateixa qualitat que aquell.
Actualment el marbre de Purbeck és emprat per alguns escultors contemporanis (com ara, Emily Young).